# Louis Le Vau
Louis Le Vau (n. 1612, Paris – d. 11 octombrie 1670, Paris) a fost un arhitect francez, care a lucrat pentru regele Ludovic al XIV-lea. 
A reconstruit împreună cu André Le Nôtre și Charles Le Brun, Castelul Vaux-le-Vicomte. A colaborat cu Jules Hardouin Mansart la Grand Trianon și cu Claude Perrault la restaurări și extinderi la Palatul Luvru.
Alte lucrări ale sale sunt: Castelul Vincennes, Castelul Raincy, Hôtel Tambonneau, Collège des Quatre-Nations, Hôtel Lambert etc.

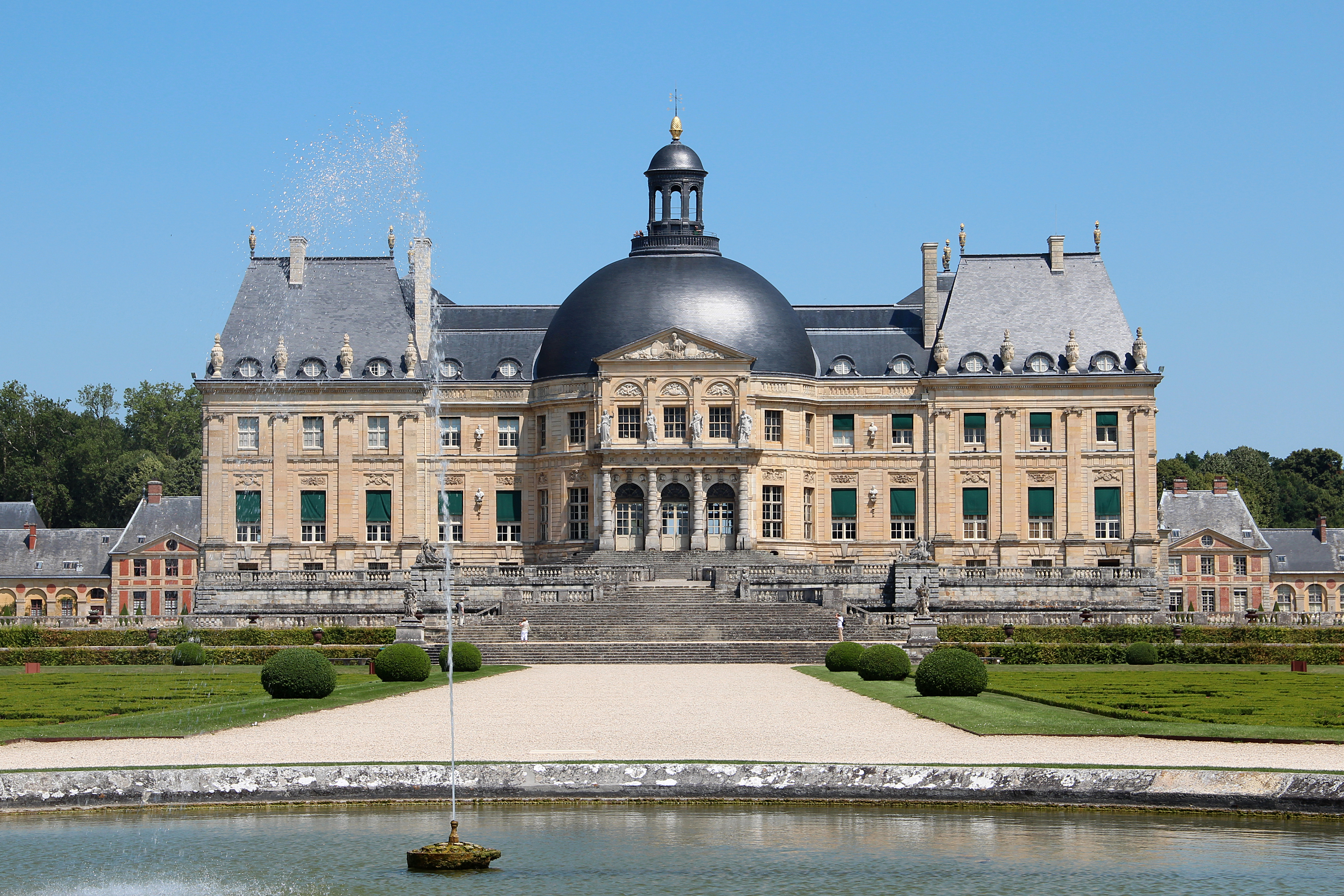
Castelul Vaux-le-Vicomte